# Gemma Blok
Gemma Blok (1970) is hoogleraar Geschiedenis van mentale gezondheid en cultuur aan de Open Universiteit. Ze studeerde geschiedenis aan de Universiteit van Amsterdam. Zij werkte aan het Trimbos-instituut voor Geestelijke Gezondheid en Verslavingszorg in Utrecht. Zij heeft zich gespecialiseerd in de geschiedenis van de psychiatrie en verslavingszorg. Hiernaast legt zij zich toe op de cultuurgeschiedenis van het Interbellum.
In 2003 promoveerde zij aan de Universiteit van Amsterdam op een dissertatie met de titel "Baas in eigen brein. 'Antipsychiatrie' in Nederland, 1965-1985". 
Dr. Blok publiceerde in 2011 een onderzoek naar de Nederlandse verslavingszorg in de twintigste eeuw, getiteld "Ziek of zwak. Geschiedenis van de verslavingszorg in Nederland". Zij heeft meegewerkt aan de inrichting van museum Het Dolhuys in Haarlem, en recenseerde boeken voor NRC Handelsblad.

## Publicaties
- 'Enkele reis op z'n retour. Santpoort en het Amsterdamse Model (1980-1996)', in: J. Vijselaar, Gesticht in de duinen. De geschiedenis van de provinciale psychiatrische ziekenhuizen van Noord-Holland (Hilversum: Verloren, 1997) 238-267.
- Terug naar Endegeest. Patiënten en hun behandeling in Psychiatrisch Ziekenhuis Endegeest, 1897-1997 (SUN, Nijmegen, 1998). (Samen met Joost Vijselaar)
- De weg van Welterhof. 25 jaar psychiatrie in Oostelijk Zuid-Limburg (Matrijs, Utrecht 1999). (Samen met Joost Vijselaar)
- Baas in eigen brein. 'Antipsychiatrie' in Nederland, 1965-1985 (Amsterdam: Uitgeverij Nieuwezijds 2004). De handelseditie van haar proefschrift uit 2003.
- Dronkenschap zonder alcohol. Het bevlogen leven van drankbestrijder prof. dr. Jacob van Rees', in: Amanda Kluveld e.a., Genezen. Opstellen bij het afscheid van Marijke Gijswijt-Hofstra (Amsterdam 2005) 118-128.
- 'Pampering "needle freaks" or caring for chronic addicts? Early debates on harm reduction in Amsterdam, 1972-1982', Social History of Alcohol and Drugs (spring 2008) 243-261.
- 'Moeilijke jongedames. De borderline persoonlijkheidsstoornis in historisch perspectief', in: Gender en gekte. Dertigste Jaarboek voor Vrouwengeschiedenis (Amsterdam 2010) 103-125.
- Ziek of zwak. Geschiedenis van de verslavingszorg in Nederland (Amsterdam: Uitgeverij Nieuwezijds 2011).